# Xian H-6
Xian H-6 (轰-6; Hōng-6) (Tây An H-6) là một loại máy bay được sản xuất theo giấy phép sản xuất  của loại máy bay ném bom phản lực hai động cơ Tupolev Tu-16 của Liên Xô, nó được chế tạo cho Không quân Quân giải phóng Nhân dân Trung Hoa.
Việc chuyển giao những chiếc Tu-16 cho Cộng hòa Nhân dân Trung Hoa bắt đầu vào năm 1958, và tập đoàn Tập đoàn Công nghiệp máy bay Tây An đã ký một hợp đồng thỏa thuận với Liên Xô để nhận được giấy phép sản xuất loại máy bay này vào thập niên 1950. Chiếc Tu-16 đầu tiên do Trung Quốc sản xuất hay "H-6" trong cách gọi của người Trung Quốc, bay lần đầu tiên vào năm 1959. Việc sản xuất được thực hiện tại nhà máy tại Tây An, với ít nhất 150 chiếc đã được chế tạo trong thập niên 1990. Hiện này người ta ước lượng Trung Quốc còn sử dụng khoảng 120 chiếc.

## Lịch sử
Công việc sản xuất nội địa H-6 hoàn tất vào năm 1968 và những bằng chứng của sự huấn luyện ném bom được ghi nhận bởi những vệ tinh gián điệp của Hoa Kỳ vào ngày 13 tháng 8 năm 1971. Vào tháng 3 năm 1972, Cơ quan Tình báo Trung ương đánh giá Trung Quốc có 32 máy bay đang hoạt động và 19 chiếc khác sẽ chuyển giao sau.
H-6 được thiết kế để mang 9 vũ khí hạt nhân trong cuộc thử nghiệm ở Lop Nur. Tuy nhiên, với sự phát triển không ngừng trong công nghệ tên lửa đạn đạo, khả năng mang vũ khí hạt nhân của H-6 đã bị cắt giảm tầm quan trọng. Cơ quan Tình báo Trung ương nhận định vào năm 1976, H-6 đã được chuyển sang một vai trò nữa là ném bom quy ước đồng thời kiêm cả ném bom hạt nhân.

## Phát triển các phiên bản
Cùng với máy bay ném bom rơi tự do H-6, các phiên bản khác cũng được chế tạo, bao gồm máy bay ném bom hạt nhân khác với tên gọi "H-6A", máy bay trinh sát "H-6B", máy bay ném bom quy ước "H-6C" và máy bay ném bom hạt nhân "H-6E" với những biện pháp đối phó cải tiến, và máy bay mang tên lửa chống tàu "H-6D". H-6D được đưa vào hoạt động vào đầu thập niên 1980 và mang được một tên lửa chống tàu C-601 (tên mã của NATO: "Silkworm", một tên lửa chống tàu được phóng trên không khác được phát triển dựa vào loại P-500 Permit của Liên Xô / NATO "Styx") dưới cánh. H-6D có các hệ thống hiện đại hóa và một vòm mở rộng mái che radar ở dưới mũi. H-6 cũng được sử dụng như một máy bay tiếp dầu và làm máy bay mẹ để phóng máy bay không người lái. Những chiếc H-6 được sản xuất sau cùng được tăng thêm độ cong ở đầu cánh máy bay.
Nhiều máy bay H-6A và H-6C đã được nâng cấp vào những năm 1990 để trở thành tiêu chuẩn "H-6F", cải tiến chính là một hệ thống dẫn đường hiện đại, với một thiết bị vệ tinh định vị toàn cầu (hệ thống định vị toàn cầu), radar dẫn đường Dopplerm và hệ thống dẫn đường quán tính. Việc sản xuất mới được bắt đầu vào thập niên 1990, với phiên bản "H-6G", đây là một phiên bản chỉ huy trên không cho tên lửa hành trình phóng từ mặt đất; phiên bản "H-6H", mang theo được 2 tên lửa hành trình tấn công mặt đất; và hiện này là phiên bản "H-6M" mang tên lửa hành trình đầu đạn hạt nhân, nó có 4 giá treo để mang tên lửa hành trình và được trang bị một hệ thống quét địa hình. Rõ ràng những phiên bản này không có khả năng mang bom bên trong. và đa số hay tất cả vũ khí phòng thủ của chúng đều bị loại bỏ.

## Các phiên bản
- Xian H-6 - Máy bay ném bom tầm trung, được sản xuất dưới giấy phép nhượng quyền của Tupolev Tu-16.[1] One prototype conducted China’s first aerial nuclear weapon test at Lop Nor on May 14th 1965
- Xian H-6A - Máy bay ném bom hạt nhân.[1]
- Xian H-6C - H-6A cải tiến với bộ EW/ECM tốt hơn.
- Xian H-6D (H-6-IV) - Máy bay ném bom mang tên lửa chống tàu của Không lực Hải quân Quân giải phóng Nhân dân, trang bị hai tên lửa chống tàu YJ-6 (C-601/CAS-1 Kraken) (phiên bản phóng trên không của Silkworm missile, sau đó nâng cấp để mang hai tên lửa chống tàu siêu âm C-301, hoặc 4 tên lửa siêu âm chống tàu C-101. Một phiên bản nâng cấp, có khả năng mang 4 tên lửa chống tàu YJ-8 (C-801) hiện này đang phát triển.[3]
- Xian H-6E - Phiên bản máy bay ném bom hạt nhân chiến lược, bắt đầu hoạt động trong thập niên 1980.
- Xian H-6F - H-6A và H-6C nâng cấp trong thập niên 1990. Trang bị hệ thống dẫn đường hợp nhất mới, hệ thống định vị toàn cầu, và radar doppler.
- Xian H-6H - Phiên bản ném bom-tên lửa được phát triển vào cuối thập niên 1990, trang bị 2 tên lửa hành trình tấn công mặt đất KD-63 (LACM). Thử nghiệm thành công đầu tiên vào năm 2002, bắt đầu hoạt động vào khoảng năm 2004-2005.
- Xian H-6K - Thiết kế chưa được xác minh (có thể là H-6H sửa đổi) bởi Jane's Information Group và các cơ quan khác vào tháng 9 năm 2006. Những bản báo cáo danh tiếng đã thúc ép Trung Quốc xuất bản các bức ảnh về mẫu thử nghiệm mang tên lửa hành trình tấn công mặt đất chưa rõ tên gọi giống với thiết kế Raduga Kh-55 tầm trung của Liên Xô.[4]
- Xian H-6U - Máy bay tiếp dầu trên không của Hải quân Quân Giải phóng Nhân dân Trung Quốc.[5]
- Xian H-6DU - Máy bay tiếp dầu trên không của Hải quân Quân Giải phóng Nhân dân Trung Quốc được sửa đổi từ H-6D.
- Xian H-6M - Phiên bản mang tên lửa chiến lược. Không mang bom ở bên trong, mang được 4 tên lửa hành trình chống tàu YJ-83 (C-803) hoặc một phiên bản phóng trên không của tên lửa hành trình chống tàu tầm xa YJ-62 (C-602). Được trang bị radar quét địa hình để bay thấp[6]. Production of this variant is believed to have resumed in early 2006[4].
- Xian H-6 Testbed - Một chiếc H-6 với số # 086, cải tạo động cơ và kéo dài tuổi thọ thêm 20 năm, cho đến khi nó dần dần được thay thế bởi Ilyushin Il-76.

## Các quốc gia sử dụng
- Trung Quốc - 80-120 chiếc H-6 nâng cấp đang hoạt động
- Ai Cập - "Một số" chiếc H-6 mua được vào giữa thập niên 1970 để dự trữ cho phi đội Tu-16. Nghỉ hưu vào năm 2000.[1]
- Iraq - 4 chiếc H-6 mua trong thời gian Chiến tranh Iran-Iraq. Tất cả đã bị phá hủy trong Chiến dịch Bão táp Sa mạc vào năm 1991.[1]

## Thông số kỹ thuật (H-6)

### Đặc điểm riêng
- Phi đoàn: 4
- Chiều dài: 34.8 m (114 ft 2 in)
- Sải cánh: 33.0 m (108 ft 3 in)
- Chiều cao: 10.36 m (34 ft 0 in)
- Diện tích cánh: 165 m² (1.775 ft²)
- Trọng lượng rỗng: 37.200 kg (82.000 lb)
- Trọng lượng cất cánh: 76.000 kg (168.000 lb)
- Trọng lượng cất cánh tối đa: 79.000 kg (174.000 lb)
- Động cơ: 2× động cơ phản lực Xian WP8, công suất 93.2 kN mỗi chiếc

### Hiệu suất bay
- Vận tốc cực đại: 1.050 km/h (567 knots, 656 mph)
- Vận tốc tuần tra: Mach 0.75 (768 km/h, 477 mph)
- Tầm bay: 6.000 km (3.200 nm, 3.700 mi)
- Bán kính chiến đấu: 1.800 km (970 nm, 1.100 mi)
- Trần bay: 12.800 m (42.000 ft)
- Vận tốc lên cao: n/a
- Lực nâng của cánh: 460 kg/m² (94 lb/ft²)
- Lực đẩy/trọng lượng: 0.24

### Vũ khí
- Pháo: 7× pháo tự động 23 mm (0.906 in) Nudelman-Rikhter NR-23
- Tên lửa:
  - 1× Kh-10 (AS-2 'Kipper') tên lửa chống tàu
  - 1× Kh-26 (AS-6 'Kingfish') tên lửa chống tàu
  - 6 hoặc 7 Kd-88
- Bom: 9.000 kg (20.000 lb)

## Nội dung liên quan

### Máy bay có cùng sự phát triển
- Tupolev Tu-16

### Máy bay có tính năng tương đương
- B-47 Stratojet
- Vickers Valiant
- Handley Page Victor
- Avro Vulcan

### Danh sách tiếp theo
- H-5 - H-6 - JH-7 - H-8